# Wang Junkai
Wang Junkai (chinês tradicional: 王俊凱, chinês simplificado: 王俊凯, pinyin: Wáng Jùnkǎi, nascisdo em 21 de setembro de 1999) é um cantor e ator chinês, também conhecido como Karry Wang. É o líder do grupo TFBoys, que estreou em 2013. Junkai é natural de Chongqing e se formou na Academia de Cinema de Pequim em 2021. É um dos chineses mais ricos nascidos depois de 1990, com um patrimônio líquido pessoal de 248 milhões de iuanes em dezembro de 2016. Participou de vários filmes e programas de TV, como The Great Wall e Miracles of the Namiya General Store, e lançou vários singles solo, como "Ode to A Tree", "Memory in Ferris Wheel" e "Homeward". Também é embaixador da Boa Vontade da Organização das Nações Unidas (ONU) para o meio ambiente desde 2018.
De acordo com a Forbes China, Junkai ficou em nono lugar na lista dos 100 celebridades chinesas em 2021, subindo uma posição em relação ao ano anterior. É o segundo membro do TFBoys a entrar no top 10, depois de Jackson Yee, que ficou em primeiro lugar. A lista leva em conta a influência e os ganhos dos artistas entre julho de 2020 e junho de 2021.